# Fontaine-le-Dun
Fontaine-le-Dun is een gemeente in het Franse departement Seine-Maritime (regio Normandië) en telt 978 inwoners (1999). De plaats maakt deel uit van het arrondissement Dieppe.

## Geografie
De oppervlakte van Fontaine-le-Dun bedraagt 5,3 km², de bevolkingsdichtheid is 184,5 inwoners per km².
De onderstaande kaart toont de ligging van Fontaine-le-Dun met de belangrijkste infrastructuur en aangrenzende gemeenten.

## Demografie
Onderstaande figuur toont het verloop van het inwonertal (bron: INSEE-tellingen).